# آيت بابود (تيداس)
آيت بابود هي إحدى مشيخات المملكة المغربية، تتبع جغرافيا لإقليم الخميسات وإداريًا لتيداس. يقدر عدد سكانها بـ 505 نسمة حسب الإحصاء الرسمي للسكان والسكنى لسنة 2004.